# كارولاين كريج
كارولاين كريج (بالإنجليزية: Carolyn Craig)‏ هي ممثلة أمريكية، ولدت في 27 أكتوبر 1934 بلونغ آيلند في الولايات المتحدة، وتوفيت في 12 ديسمبر 1970 في الولايات المتحدة.

## وصلات خارجية
- كارولاين كريج على موقع IMDb (الإنجليزية)
- كارولاين كريج على موقع إن إن دي بي (الإنجليزية)
- كارولاين كريج على موقع قاعدة بيانات الفيلم (الإنجليزية)